# Gheorghe Falcă

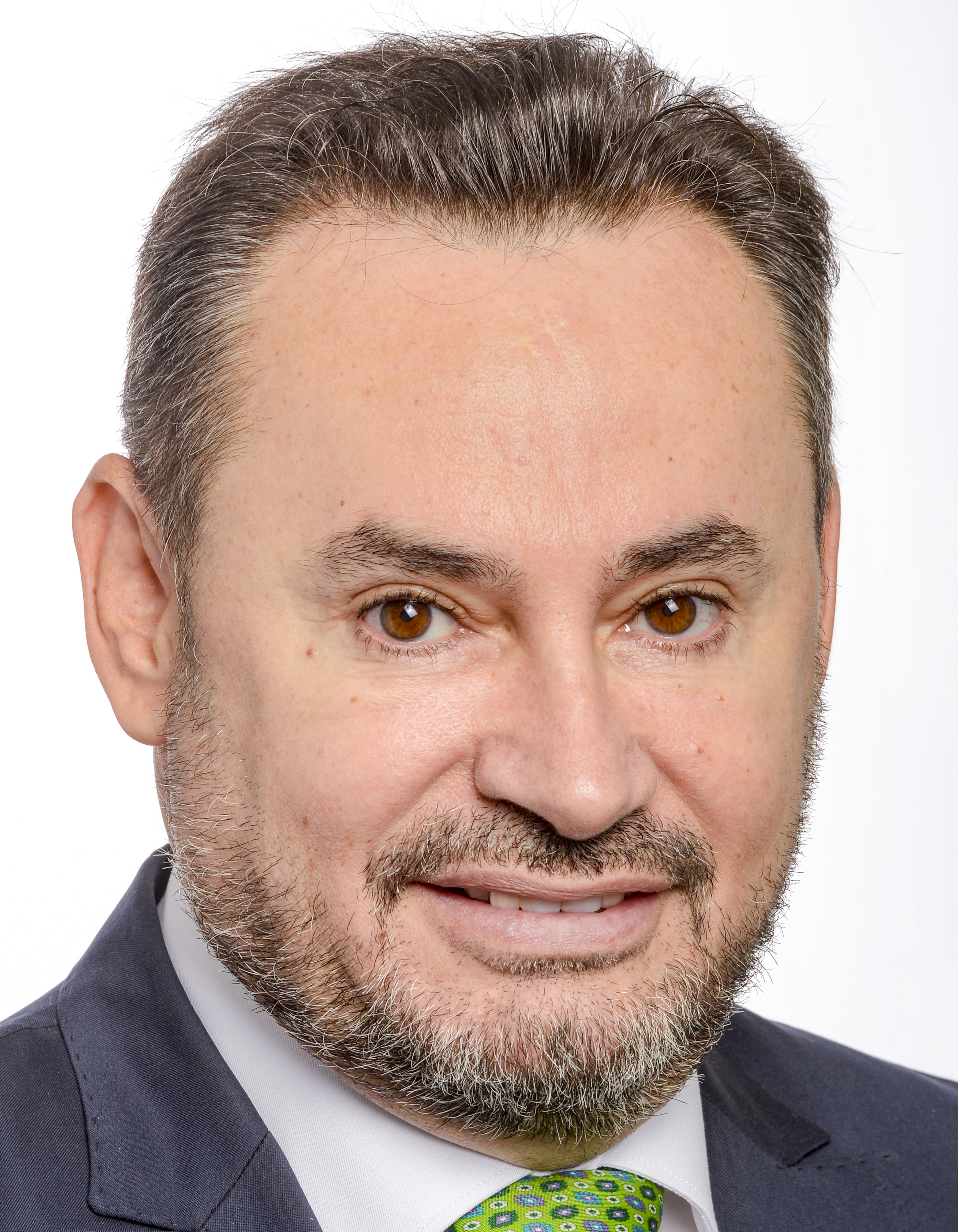
Gheorghe Falcă (2019)

Gheorghe Falcă (geboren am 22. Januar 1967 in Brad, Kreis Hunedoara) ist ein rumänischer Politiker und Ingenieur. Er war vom Sommer 2004 bis 2019 Bürgermeister von Arad. Derzeit ist er Abgeordneter für Rumänien im Europäischen Parlament.